# Подцабає
Подцабає (пол. Podcabaje) — село в Польщі, у гміні Бжезньо Серадзького повіту Лодзинського воєводства.
Населення — 122 особи (2011).
У 1975-1998 роках село належало до Серадзького воєводства.

## Демографія
Демографічна структура станом на 31 березня 2011 року:
|          | Загалом | Допрацездатний вік | Працездатний вік | Постпрацездатний вік |
| -------- | ------- | ------------------ | ---------------- | -------------------- |
| Чоловіки | 66      | 4                  | 48               | 14                   |
| Жінки    | 56      | 5                  | 30               | 21                   |
| Разом    | 122     | 9                  | 78               | 35                   |